# Woodbridge (Virgínia)
Woodbridge és una concentració de població designada pel cens dels Estats Units a l'estat de Virgínia. Segons el cens del July 2007 tenia 40.471 habitants.

## Demografia
Segons el cens del 2000, Woodbridge tenia 31.941 habitants, 10.687 habitatges, i 7.769 famílies. La densitat de població era de 1.176,8 habitants per km².
Dels 10.687 habitatges en un 41,5% hi vivien nens de menys de 18 anys, en un 52,3% hi vivien parelles casades, en un 14,2% dones solteres, i en un 27,3% no eren unitats familiars. En el 20,4% dels habitatges hi vivien persones soles el 3,9% de les quals corresponia a persones de 65 anys o més que vivien soles. El nombre mitjà de persones vivint en cada habitatge era de 2,96 i el nombre mitjà de persones que vivien en cada família era de 3,4.
Per edats la població es repartia de la següent manera: un 30% tenia menys de 18 anys, un 10,7% entre 18 i 24, un 35,7% entre 25 i 44, un 17% de 45 a 60 i un 6,7% 65 anys o més.
L'edat mediana era de 30 anys. Per cada 100 dones de 18 o més anys hi havia 100,2 homes.
La renda mediana per habitatge era de 50.525$ i la renda mediana per família de 52.362$. Els homes tenien una renda mediana de 35.538$ mentre que les dones 28.587$. La renda per capita de la població era de 19.810$. Entorn del 4,6% de les famílies i el 5,5% de la població estaven per davall del llindar de pobresa.

## Poblacions més properes
El següent diagrama mostra les poblacions més properes.